# Ejlat
Ejlatⓘ, hist. Elat, Elot, El-Paran, Berenika, Ajla (hebr. ‏אילת‎; arab. إيلات) – portowe miasto położone w Dystrykcie Południowym w Izraelu.

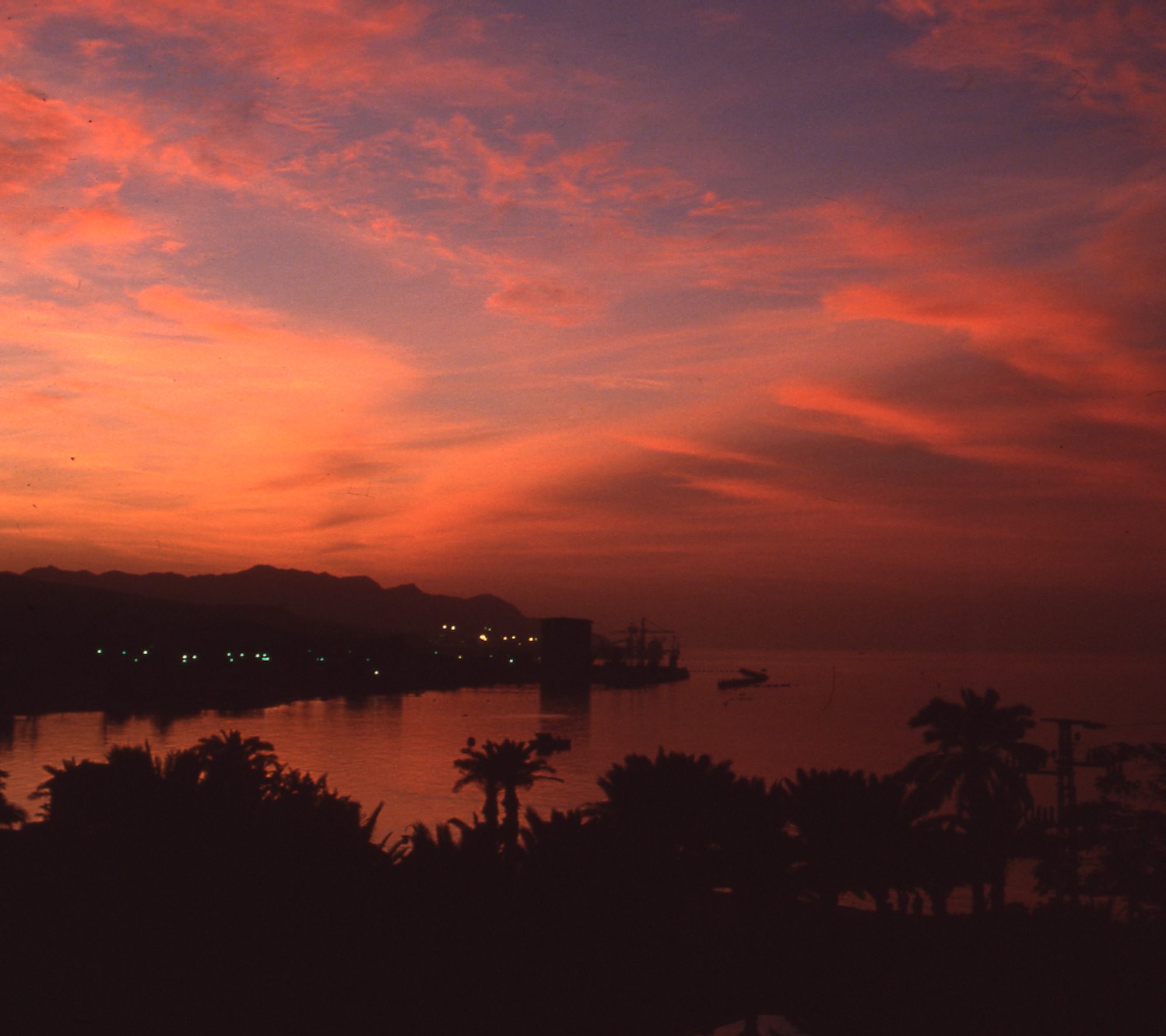
Ejlat, 1947–1953

Jest najdalej położonym na południe miastem Izraela – leży w południowej części pustyni Negew, na południe od kibucu Elot. Jednocześnie jest jedynym izraelskim portem morskim nad Zatoką Akaba (Morze Czerwone). Jest to ważny ośrodek przemysłowy graniczący z egipską miejscowością Taba i jordańskim miastem portowym Akaba.

## Geografia

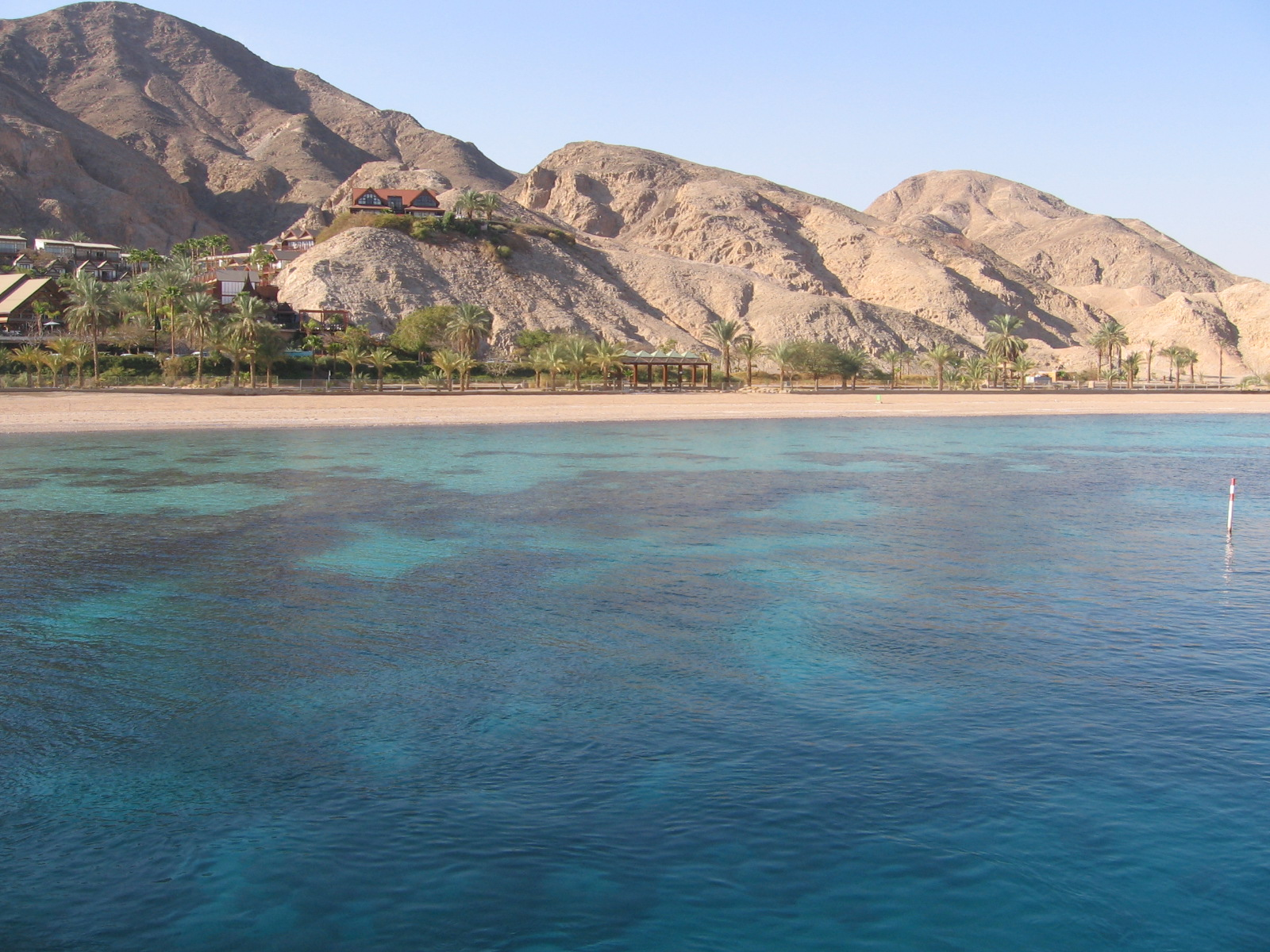
Góry Ejlatu stromo opadające ku Zatoce Akaba

Miasto Ejlat leży w oazie położonej w południowej części pustyni Negew, nad Zatoką Akaba, która wcina się między Półwysep Synaj i Półwysep Arabski. W krajobrazach dominują szerokie pustynne doliny położone wśród gór Negewu (892 m n.p.m.), które stromo spływają do Zatoki Akaba.
Tutejsza geologia jest różnorodna: skały magmowe i metamorficzne, piaskowce i wapienie. Zasoby słodkiej wody są ograniczone. Szata roślinna jest uboga.

### Klimat
Ejlat jest miastem o największej ilości słonecznych dni w Izraelu. Trudno zobaczyć tu chmury, tylko nieliczne mogą pojawić się zimą. Suchy klimat pustynny jest w Ejlacie złagodzony przez wpływ chłodniejszego morza. Temperatury często przewyższają 40 °C (104 °F) latem, i 18 °C (64 °F) zimą, podczas gdy temperatury wody kształtują się pomiędzy 20–26 °C (68–79 °F). Suma rocznych opadów atmosferycznych wynosi 28 mm.
| Miesiąc                                    | Sty  | Lut  | Mar  | Kwi  | Maj  | Czer | Lip  | Sie  | Wrz  | Paź  | Lis  | Gru  |
| ------------------------------------------ | ---- | ---- | ---- | ---- | ---- | ---- | ---- | ---- | ---- | ---- | ---- | ---- |
| Średnia dobowa temperatura maksymalna [°C] | 21,3 | 23,0 | 26,4 | 31,0 | 35,7 | 38,9 | 40,4 | 40,0 | 37,3 | 33,1 | 27,7 | 23,0 |
| Średnia dobowa temperatura minimalna [°C]  | 10,4 | 11,8 | 14,6 | 18,4 | 22,5 | 25,2 | 27,3 | 27,4 | 25,2 | 21,8 | 16,3 | 11,9 |
| Średnia suma opadów deszczu [mm]           | 3,8  | 2,6  | 2,7  | 1,7  | 1,0  | 0    | 0    | 0    | 0    | 3,7  | 1,9  | 5,1  |

## Historia
W 1861 rozpoczęto badania archeologiczne, jednak jak do tej pory objęły one jedynie około 7% obszaru o powierzchni 1200 km², na którym zarejestrowano około 1500 starożytnych miejsc.
Pomimo ciężkich warunków życia, w regionie tym już od VIII tysiąclecia p.n.e. żyły duże populacje ludzkie. W odróżnieniu od sąsiedniego górzystego regionu pustyni Negew i pustynnej wyżyny Synaju, tutejsze osady istniały nieprzerwanie przez minionych 10 tys. lat.
„Głównym elementem, który wpłynął na historię regionu były zasoby miedzi i innych minerałów, starożytne drogi międzynarodowe, które przecinały region, oraz jego geopolityczna i strategiczna pozycja. Spowodowało to powstanie osad, które ignorowały warunki środowiskowe”.
Pierwotna osada Ejlat powstała na samym północnym czubku Morza Czerwonego, w miejscu obecnego jordańskiego miasta Akaba. Około VII tysiąclecia p.n.e. rozwinął się tutaj ośrodek handlowy z portem morskim. W pobliskiej Dolinie Timna istniał ośrodek działalności górniczej i rzemiosła miedzianego. W czasach panowania XII dynastii władców Starożytnego Egiptu (1976–1794 p.n.e.) Ejlat był głównym partnerem handlowym egipskiego portu Elim. Handel obejmował aromatyczną żywicę olibanową i mirrę sprowadzane z Etiopii i Puntu; bitumy i naturalną sodę z Morza Martwego; tkaniny lniane z Byblos; amulety miedziane z Timny. W owych czasach Ejlat znajdował się na granicy Edomu i Midian, a był zamieszkały przez plemię Refidim (autochonicznych mieszkańców Synaju). Egipscy władcy sprawowali kontrolę nad portem handlowym Ejlat od IV dynastii (2670–2500 p.n.e.).
Biblia kilkakrotnie wspomina o osadzie Esjon-Geber, jako miejscu postoju Izraelitów podczas ich wędrówki z Egiptu do Ziemi Obiecanej, a także o sąsiednim mieście Elat. Hieronim i obecni archeolodzy łączą Elat z miastem Nabatejczyków, znanym w jego czasach jako Ajla – położonym pomiędzy obecnym Ejlatem a jordańską Akabą na północnym krańcu zatoki Akaba. Król Dawid (1040–970 p.n.e.) podbił Edom i opanował miasto Elat, które zostało rozbudowane za rządów króla Azariasza (791–739 p.n.e.). Jednak już za panowania króla Achaza (734–728 p.n.e.) Elat został opanowany przez Syryjczyków.
Podczas panowania Rzymu wybudowano drogę rzymską łączącą Ejlat z nabatejskim miastem Petrą. Z okresu panowania Ummajjadów zachowały się pozostałości osady, która była dużym ośrodkiem wytapiania miedzi. Znajdowała się ona pomiędzy obecną strefą przemysłową Ejlatu a kibucem Elot.
Podczas I wojny światowej w 1916 oddziały Beduinów dowodzonych przez brytyjskiego oficera wywiadu Lawrence’a zajęły turecką twierdzę w Akabie. W ten sposób cały region znalazł się pod brytyjską kontrolą i w 1920 wszedł w skład Mandatu Palestyny.
29 listopada 1947 roku Zgromadzenie Ogólne Organizacji Narodów Zjednoczonych przyjęło rezolucję nr 181 w sprawie podziału Palestyny na dwa państwa: żydowskie i arabskie. W myśl rezolucji rejon Ejlatu miał znajdować się w państwie żydowskim.
Podczas wojny o niepodległość Ejlat został zajęty bez walki przez wojska izraelskie 10 marca 1949.
Współczesny Ejlat istniał początkowo jako wojskowy posterunek Sił Obronnych Izraela. Bardzo szybko dostrzeżono strategiczne znaczenie tego miejsca i rolę, jaką może odegrać port w Ejlacie dla gospodarki Izraela. Z tego powodu od 1950 zaczęli osiedlać się tutaj pierwsi osadnicy żydowscy, stworzono pierwsze zakłady pracy i wybudowano port morski.
Jednak już w 1950 egipscy żołnierze zajęli dwie wyspy (Tiran i Sanafir) w Cieśninie Tirańskiej u wejścia do zatoki Akaba na Morzu Czerwonym. W ten sposób Egipcjanie przejęli całkowitą kontrolę nad żeglugą morską w cieśninie Tirańskiej, przez którą od tego momentu nie mogły przypływać statki płynące do portu Ejlat z towarami dla Izraela. Z tego powodu od 1951 port w Ejlacie był wykorzystywany jedynie jako baza izraelskiej marynarki wojennej. Dalszy bieg wydarzeń doprowadził do kryzysu sueskiego w 1956, w wyniku którego odblokowano Cieśniny Tirańskie dla żeglugi izraelskiej.
W 1957 nastąpiło oficjalne otworzenie portu morskiego w Ejlacie. W styczniu 1958 oddano do użytko nową drogę łączącą Ejlat z miastem Be’er Szewa. W marcu 1959 Ejlat otrzymał prawa miejskie. W owym czasie w mieście żyło 6 tys. mieszkańców.
W listopadzie 1959 przedstawiciel Arabii Saudyjskiej w ONZ zakwestionował prawo Izraela do korzystania z zatoki Akaba. Zdaniem Arabii Saudyjskiej Zatoka ta stanowiła arabskie wody terytorialne i dlatego Żydzi nie mogli z nich korzystać. Równocześnie król Su’ud ibn Abd al-Aziz Al Su’ud zażądał wycofania z rejonu zatoki Akaba międzynarodowych sił pokojowych UNEF, które zapewniały bezpieczeństwo swobodnej żeglugi przez Cieśninę Tirańską. 23 maja 1967 Egipt ponownie zablokował Cieśniny Tirańskie dla „wszystkich statków płynących pod flagą Izraela albo wiozących strategiczne towary” dla Izraela. W odpowiedzi izraelska armia rozpoczęła wojnę sześciodniową, w której Izraelczycy zajęli cały Półwysep Synaj. Zwycięstwo to skutecznie odblokowało zatokę Akaba i otworzyło Port Ejlat. Rozpoczął się wówczas okres szybkiego rozwoju gospodarczego miasta.
W 1969 oddano do użytku nową drogę łączącą Ejlat z miastem Szarm el-Szejk na Synaju. Droga ta umożliwiła większej ilości turystów korzystać z atrakcji Synaju. Większość z nich przybywało w ten region właśnie poprzez miasto Ejlat, które w 1969 liczyło już 13 tys. mieszkańców.
W styczniu 1975 uruchomiono pierwsze czarterowe połączenia lotnicze Ejlatu z Europą. Równocześnie rozpoczęła się rozbudowa infrastruktury turystycznej i budowa nowych hoteli. Prowadzony proces pokojowy w konflikcie izraelsko-egipskim unormował sytuację na Synaju i stworzył warunki normalnego rozwoju dla miasta Ejlat, które w listopadzie 1985 ogłoszono strefą wolnego handlu.
W kwietniu 1989 ostatecznie ustalono przebieg granicy izraelsko-egipskiej i zwrócono miejscowość Taba Egiptowi. W październiku 1994 nastąpiło podpisanie traktatu pokojowego izraelsko-jordańskiego i otwarcie przejścia granicznego z Jordanią. Dzięki tym krokom Ejlat może rozwijać się jako miejscowość atrakcyjna turystycznie, odwiedzana przez turystów z całego świata.

## Demografia
Zgodnie z danymi Izraelskiego Centrum Danych Statystycznych w 2008 roku w mieście żyło 46,8 tys. mieszkańców, z czego 86% stanowią Żydzi.
Populacja miasta pod względem wieku:
| Wiek (w latach) | Procent populacji w % |
| --------------- | --------------------- |
| 0-4             | 8,9%                  |
| 5-9             | 8,4%                  |
| 10-14           | 6,5%                  |
| 15-19           | 6,3%                  |
| 20-29           | 25,4%                 |
| 30-44           | 19,8%                 |
| 45-59           | 15,3%                 |
| ponad 60        | 9,4%                  |

Źródło danych: Central Bureau of Statistics.
Miasto posiada następujące osiedla mieszkaniowe: Shahamon, Ganim A, Ganim B, Tsofit, Bene Beitecha, Zeelim, Urim, HaDekel, Merkaz, Ye’elim i Neve Midbar.

## Edukacja

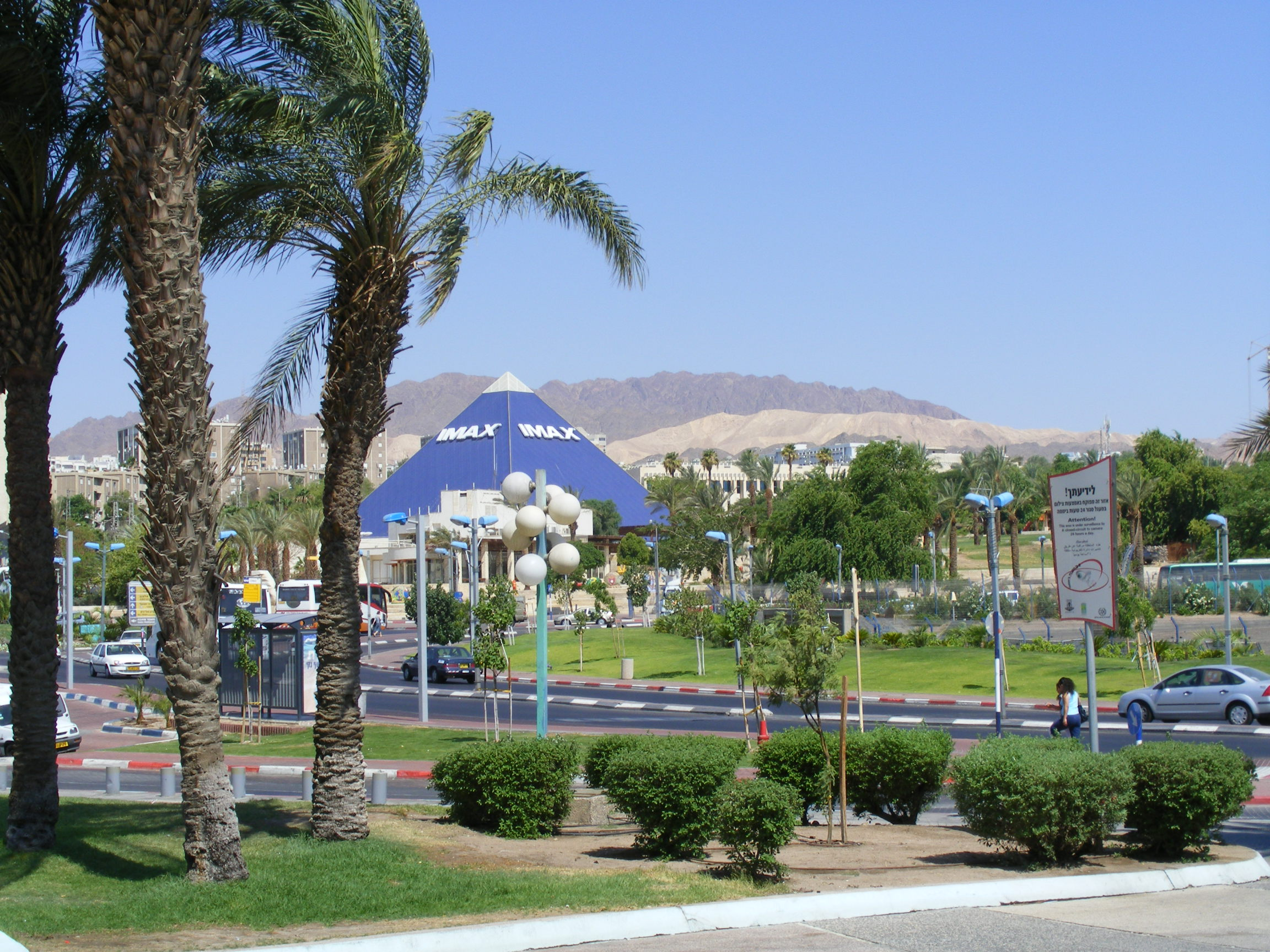
Panorama Ejlatu

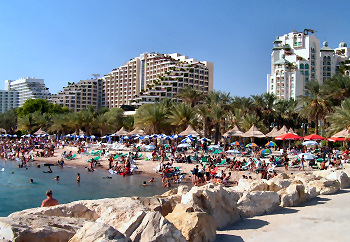
Jeden z hoteli w Ejlacie

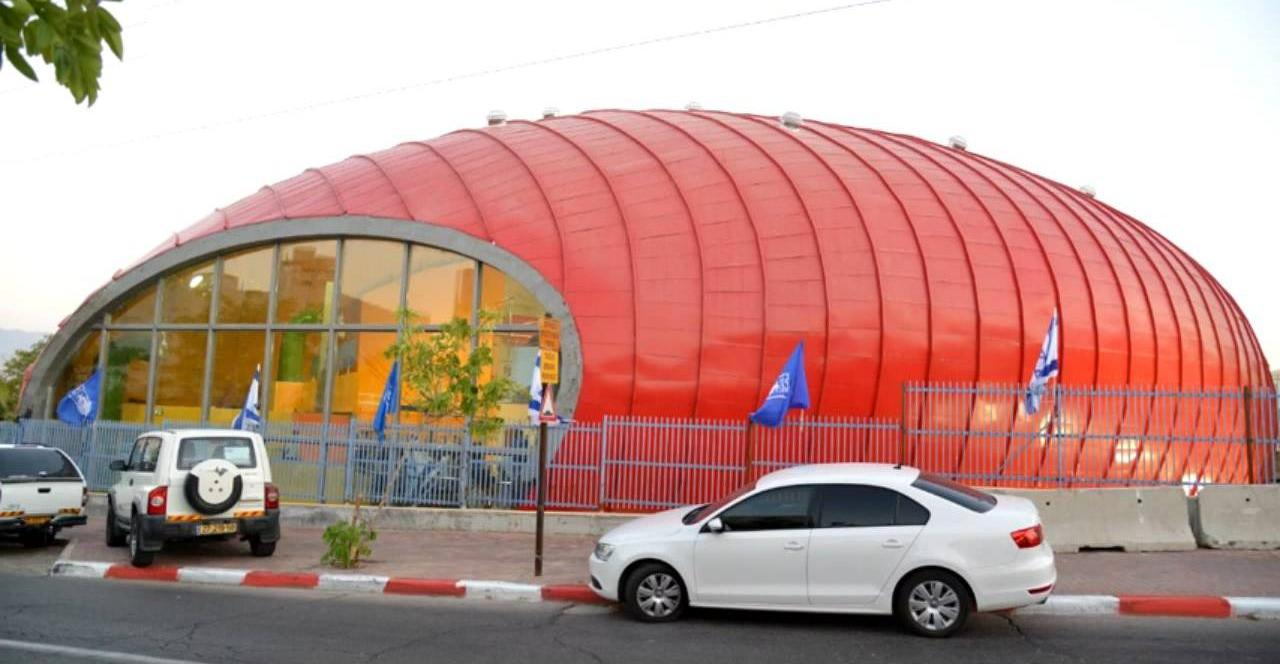
Centrum sportowe w Ejlat. architekt Moti Bodek

Wśród tutejszych szkół znajdują się: Harei Eilat, HaYovel, Ironi Makif Goldwater, Mitspe Yam, Etsion Gever, Ofir, Tse’elim, Begin, Urim, Yemin Herzog, Alon, Almog, Ye’elim, college zarządzania oraz szkoła hotelarstwa i turystyki.

## Kultura
Ejlat jest popularnym miejscem organizowania konferencji międzynarodowych. W tym celu wybudowano tutaj międzynarodowe centrum konferencyjne. Również wiele hoteli posiada własne ośrodki konferencyjne.
Każdego roku w sierpniu w Ejlacie jest organizowany Festiwal Jazzowy Morze Czerwone (ang. The Red Sea Jazz Festival), który przyciąga największe międzynarodowe gwiazdy muzyki jazz. Koncerty odbywają się na dworze, nad Morzem Czerwonym.
W styczniu odbywa się Festiwal Muzyki Poważnej, podczas którego występuje wielu międzynarodowej sławy muzyków i dyrygentów.
W maju odbywa się Międzynarodowy Festiwal Filmowy, którego celem jest poprawienie świadomości kulturalnej mieszkańców miasta i regionu, a także promocja Ejlau na świecie. Festiwal jest miejscem debiutów początkujących filmowców, a także okazją do prezentacji filmów najwyższej międzynarodowej klasy.

## Służba zdrowia
W Ejlacie znajduje się szpital Centrum Medyczne Yoseftal.

## Gospodarka
Ejlat jest strategicznym portem morskim i ważnym ośrodkiem przemysłowym Izraela. Port Ejlat ma decydujące dla Izraela znaczenie w dostępie do rynków w Afryce Wschodniej i Azji Południowo-Wschodniej. Bez możliwości korzystania z portu w Ejlacie, izraelskie statki musiałyby korzystać z Kanału Sueskiego albo opływać Przylądek Dobrej Nadziei.
Ejlat to miejsce strategiczne ze względu na dowóz ropy naftowej – wraz z rafinerią – która jest stąd transportowana rurociągami do rafinerii w Hajfie i Aszkelonie. W 1985 roku utworzono strefę wolnego handlu (nie pobiera się tutaj 17% cła). Jednak najważniejszą gałęzią tutejszej gospodarki jest turystyka.

## Transport
Przez centrum Ejlatu przebiega droga ekspresowa nr 90  (Taba-Metulla), która przy porcie lotniczym Ejlat krzyżuje się z drogą ekspresową nr 12  (Ne’ot Semadar-Ejlat). Miasto posiada drogowe przejście graniczne Taba z Egiptem i przejście graniczne Wadi Araba Jordanią. Trwa budowa linii kolejowej Rakewet Jisra’el, która w przyszłości ma połączyć Ejlat z Beer Szewą.
W mieście znajduje się port lotniczy Ejlat, a w odległości 60 km na północny zachód jest położony międzynarodowy port lotniczy Owda. Oba lotniska zostały zastąpione w 2019 roku przez nowy port lotniczy Ramon, który jest oddalony 18 km od centrum Ejlatu.

## Turystyka

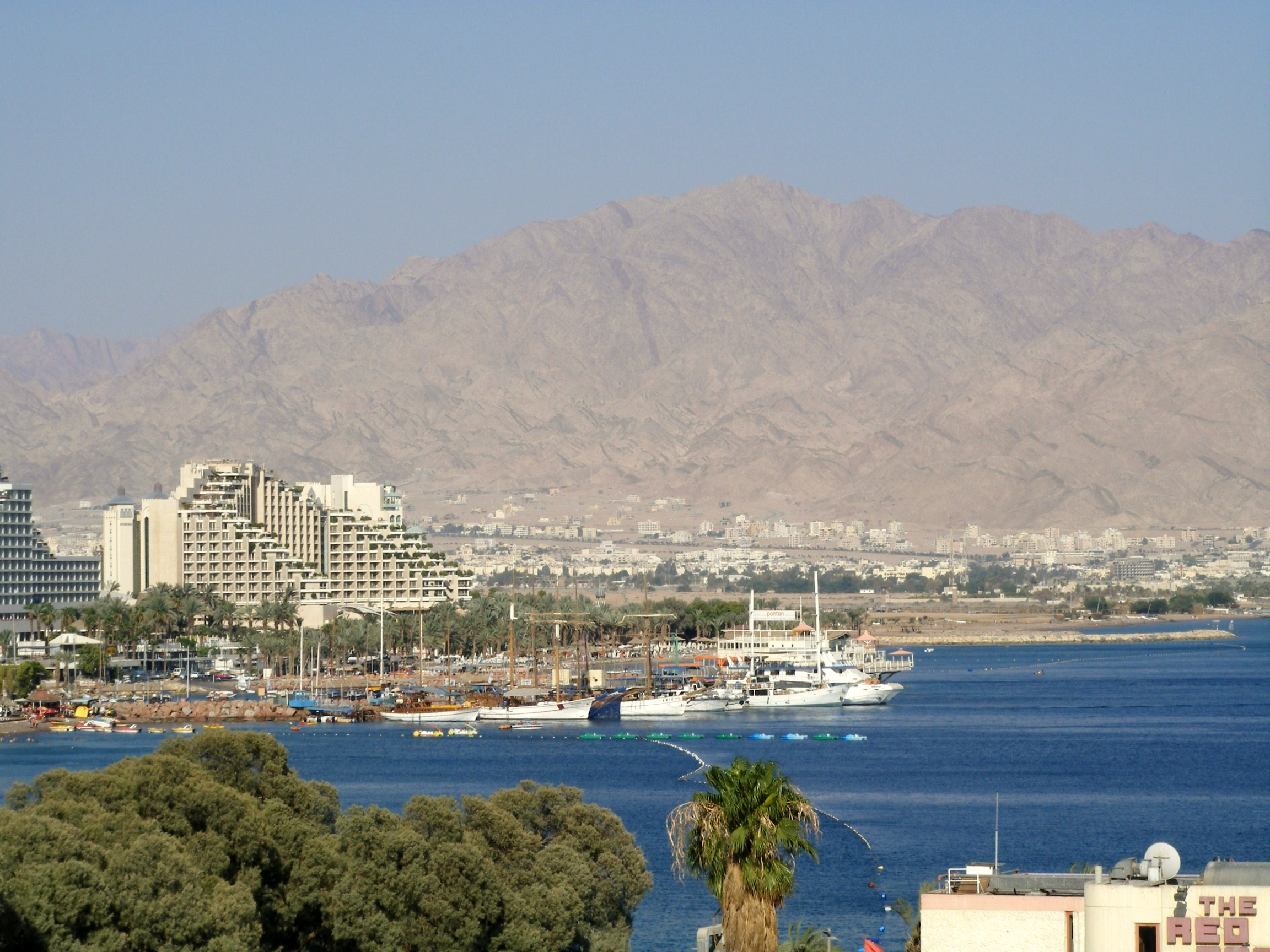
Panorama Ejlatu

Ejlat jest popularnym izraelskim kurortem wypoczynkowym położonym wśród wysokich gór Negewu nad Morzem Czerwonym. Przyjeżdża tutaj wielu turystów z całego świata. Tutejsze plaże o długości 10 km są podzielone na dwie części. Plaża północna znajduje się przy kompleksach hotelowych. Jest to idealne miejsce dla plażowiczów i uprawiania sportów wodnych oraz nurkowania. Znajdują się tutaj ratownicy, pełne zaplecze plażowych restauracji i kawiarni. Natomiast plaża południowa jest popularnym miejscem spotkań młodzieży, przy którym powstało wiele klubów nocnych i barów. Istnieją tu dogodne warunki do uprawiania sportów wodnych i nurkowania. W pobliżu granicy egipskiej znajduje się spokojna plaża przy luksusowym Hotelu Princess. Wybudowano tu atrakcyjny pomost do kąpieli, który służy również jako molo wprowadzające do portu i miejsce cumowania morskich statków wycieczkowych. Pomiędzy plażą północną i południową kursują regularne połączenia autobusowe.
Przy wszystkich plażach dostępne są punkty wypożyczające sprzęt do uprawiania wszelkich sportów wodnych: narciarstwa wodnego, windsurfingu, surfingu i innych.

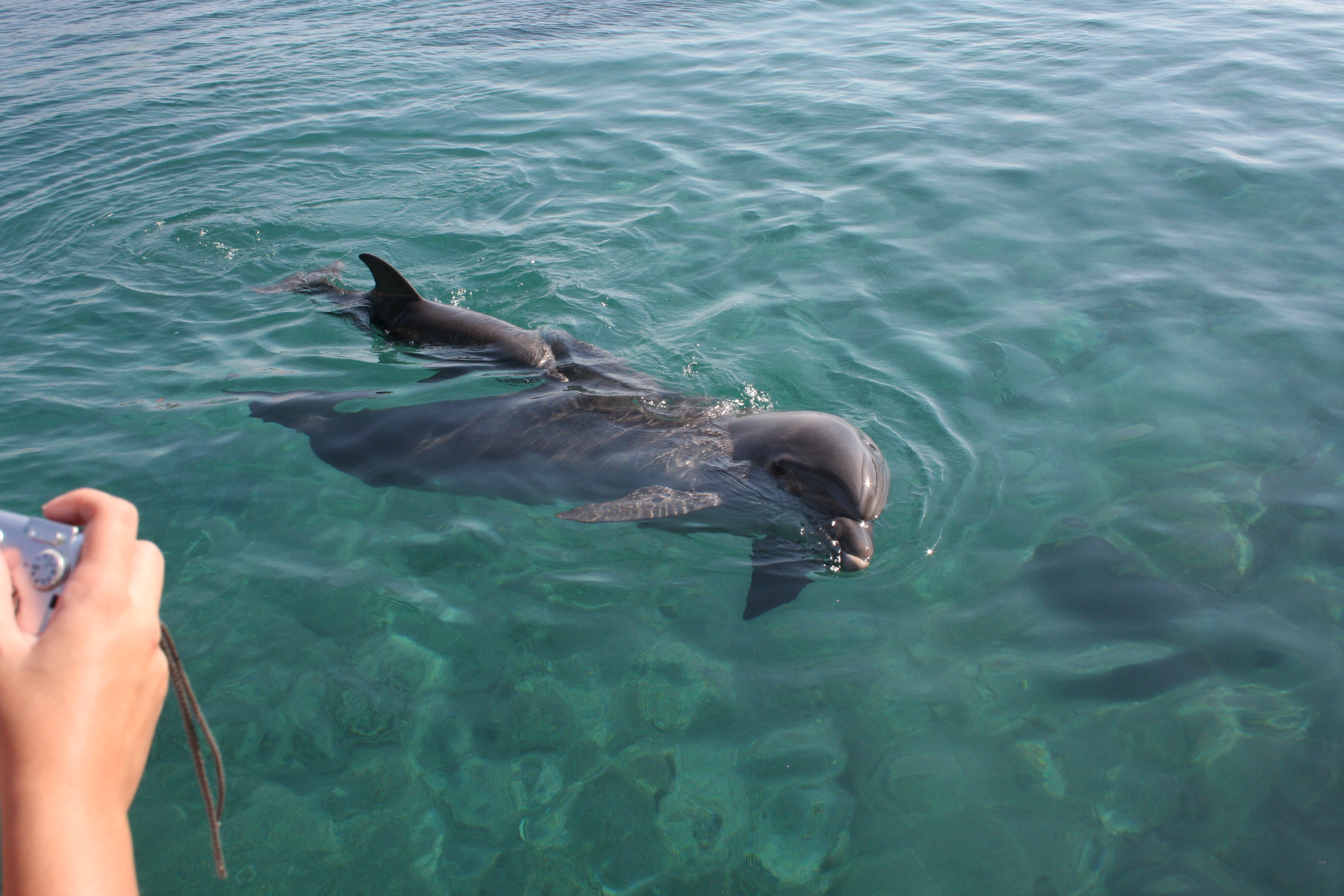
Delfiny w Ejlacie

W umiarkowanych wodach zatoki Akaba występują rafy koralowe, wśród których żyją różnorodne ryby. W tym naturalnym morskim środowisku utworzono wielką turystyczną atrakcję Ejlatu – Rafę Delfinów. Na powierzchni około 10 000 m² i głębokości do 18 metrów żyje tutaj stado delfinów i lwów morskich. Stado delfinów nie jest więzione i ma wolny dostęp do otwartego morza, a pomimo to pozostaje w sąsiedztwie ludzi w obrębie rafy. Jest to wielka atrakcja dla turystów, którzy mogą pływać w bezpośrednim sąsiedztwie delfinów. Tuż obok powstał kompleks restauracji, klubów nocnych i hoteli (Hotel Ambasador, Club Med Hotel Eilat i Reef Hotel).

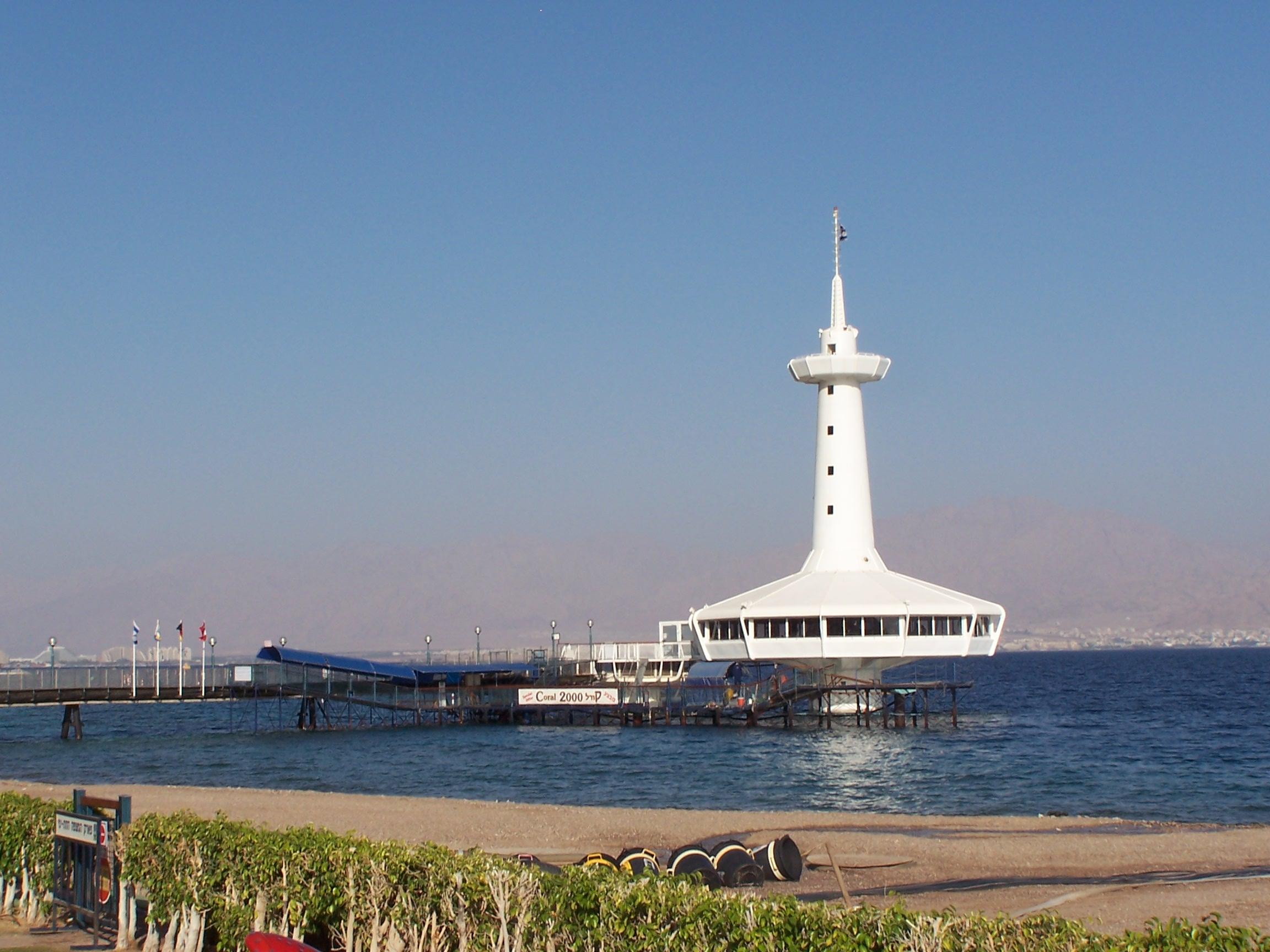
Podwodne obserwatorium w Ejlacie

Tuż obok znajduje się Podwodne Obserwatorium i Park Morski w Ejlacie. Długi na 100 metrów pomost prowadzi tutaj do obserwatorium życia podwodnego, w którym schodzi się schodami 6 metrów pod powierzchnię wody, gdzie można podziwiać bogactwo barwnego świata morskiej fauny rafy koralowej. Na brzegu wybudowano oceanarium, w którym umieszczono baseny z panoramicznymi oknami, w których pływają rekiny, żółwie morskie i płaszczki. Dodatkową atrakcją są organizowane wycieczki miniaturową żółtą łodzią podwodną. Znajduje się tutaj także obserwatorium astronomiczne.

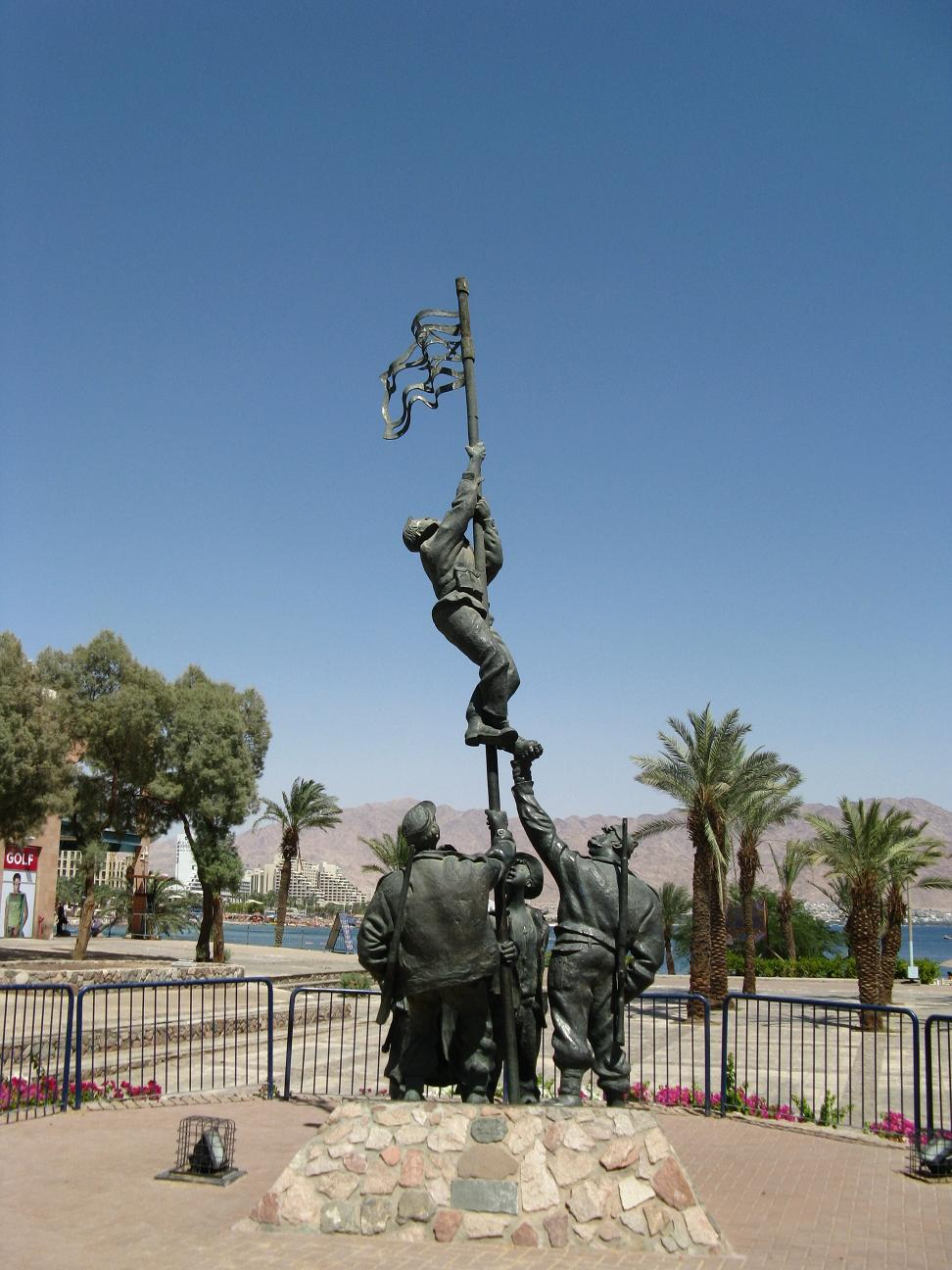
Pomnik izraelskich żołnierzy w Ejlacie

Ejlat jest znany także jako jedno z najlepszych na świecie miejsc do obserwacji ptaków. I właśnie tutaj krzyżują się trasy migracji milionów ptaków, które w marcu i kwietniu, oraz w październiku przelatują nad Ejlatem. W sezonie można zaobserwować 34 gatunki ptaków drapieżnych oraz ponad 400 gatunków ptaków śpiewających, wodnych i innych. Na wschód od miasta wybudowano Międzynarodowe Centrum Obserwacji Ptaków w Ejlacie z wieloma punktami obserwacyjnymi dla ornitologów.
Ważnym miejscem historycznym Ejlatu jest dawny turecki posterunek Umm Raszrasz, w sąsiedztwie którego wznosi się pomnik żołnierzy izraelskich, którzy 10 marca 1949 zdobyli przyczółek nad Morzem Czerwonym.
W czerwcu 2006 otworzono biblijny park tematyczny Miasto Królów. Został on zbudowany w pięknym parku o powierzchni ponad 3,7 tys. m². Budynek pałacu ma trzy piętra, na których urządzono pomieszczenia z atrakcjami: Podróż do Przeszłości, Jaskinia Złudzeń i Mądrości, Jaskinia Biblijna oraz Zjeżdżalnia Króla Salomona.
Około 27 km na północ od Ejlatu znajduje się Park Narodowy Doliny Timna. Ten pustynny obszar jest popularnym miejscem wycieczek pieszych, przejażdżek wielbłądami i jeepami. W starożytności znajdowały się tutaj kopalnie miedzi Timna. Najwspanialszymi formacjami skalnymi jest skała „Grzyb” oraz „Filary Salomona”. W rezerwacie znajduje się także jezioro zaporowe z popularnym terenem rekreacyjnym. Na tym obszarze (8 000 akrów) występują unikalne zwierzęta pustynne, takie jak: pantery, gepardy, hieny, gazele i inne.

## Miasta partnerskie
- Ushuaia, Argentyna
- Smolan, Bułgaria
- Arica, Chile
- Antibes, Francja
- Juan-les-Pins, Francja
- Kampen, Holandia
- Toronto, Kanada
- Kamen, Niemcy
- Durban, RPA
- Pieszczany, Słowacja
- Los Angeles, USA
- Sopron, Węgry